# Mobility-as-a-Service

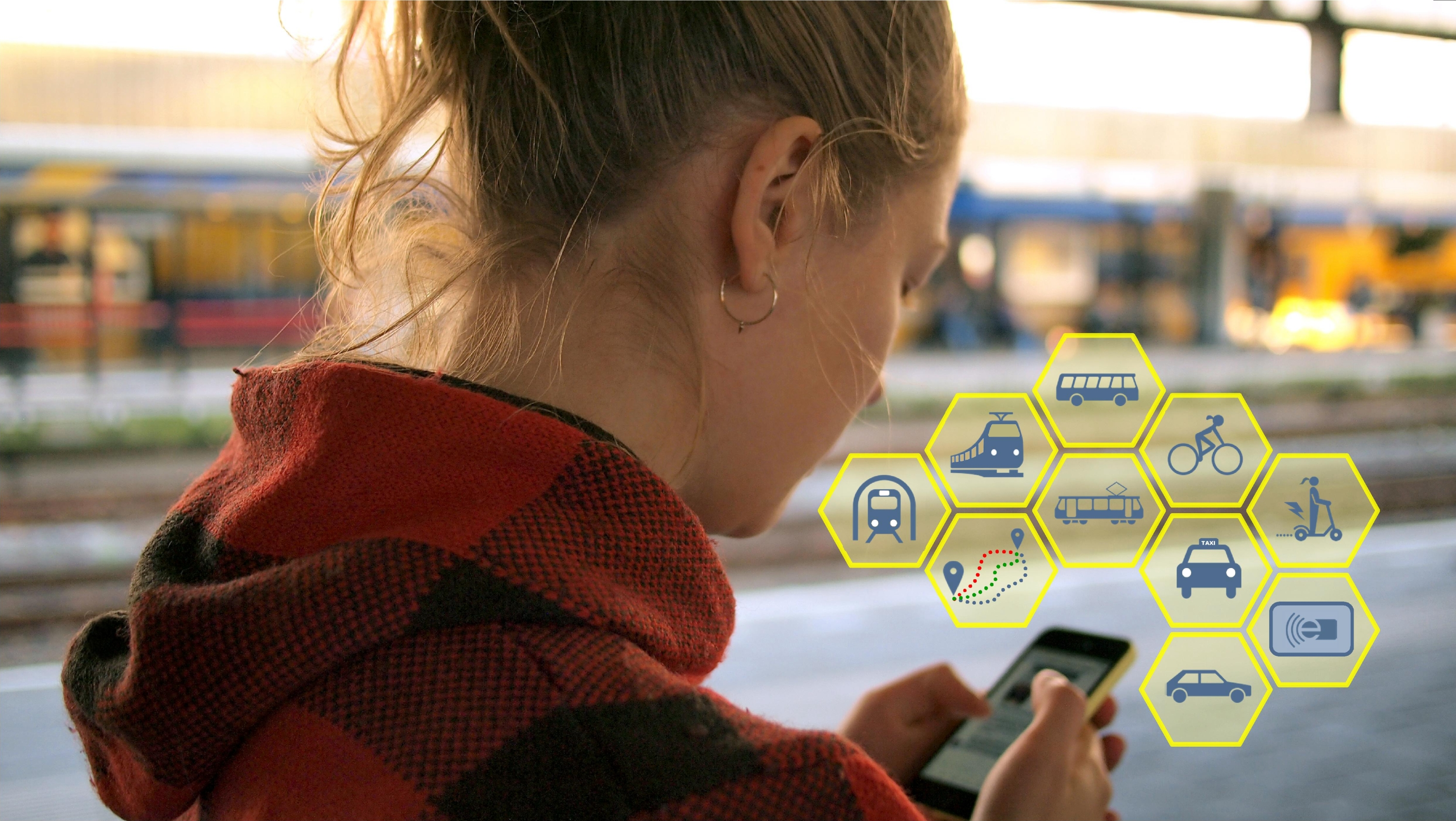
Symbolfoto: Mobility-as-a-Service

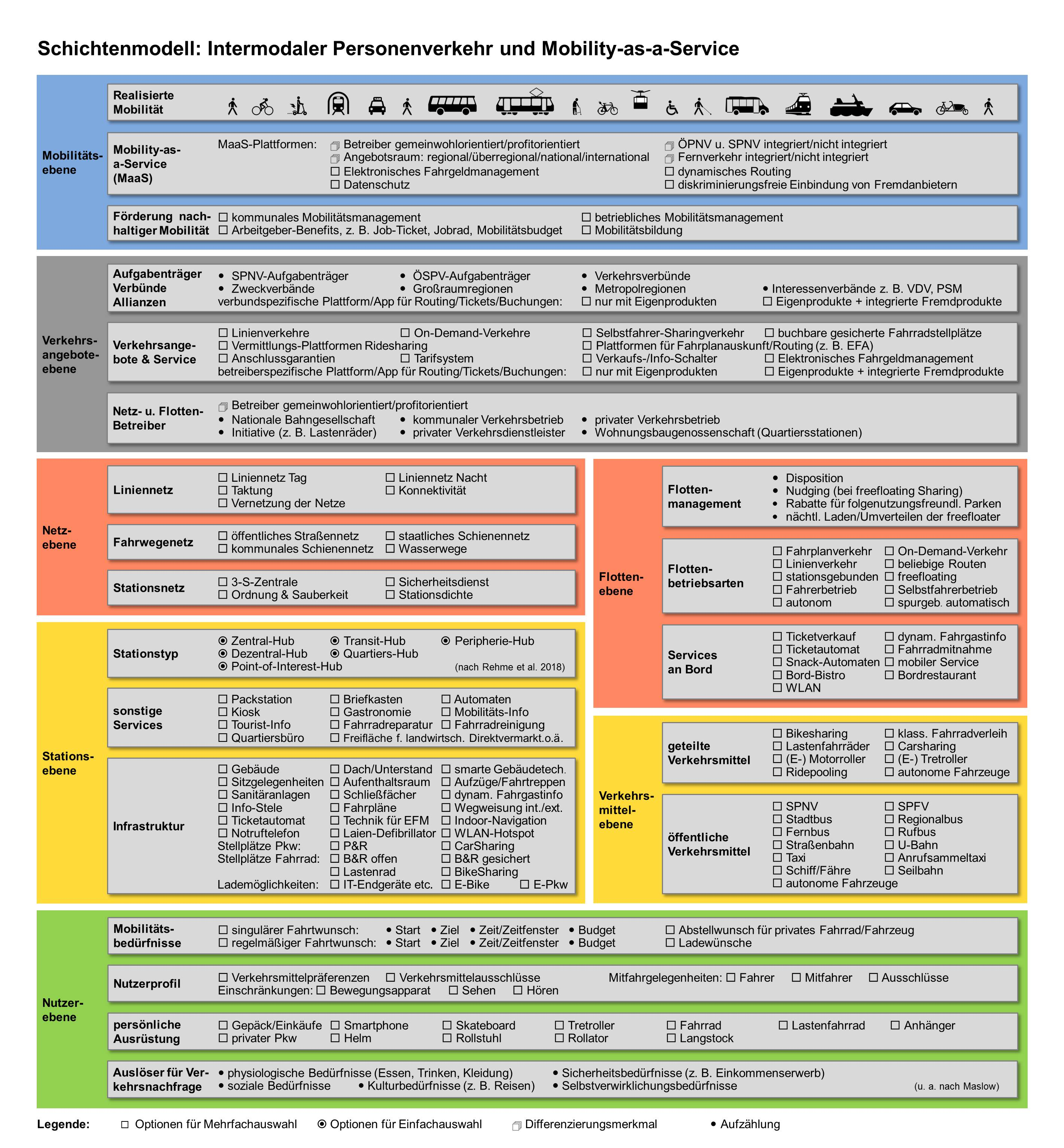
Schichtenmodell intermodaler Personenverkehr und MaaS

Mobility-as-a-Service (MaaS) begreift Mobilität als eine Dienstleistung und stellt damit die Nutzer und ihre Mobilitätsbedürfnisse in den Mittelpunkt. MaaS bündelt anbieterübergreifend die verschiedensten Mobilitätsdienste zu einem kombinierten, multimodalen Service und macht ihn über eine einzige digitale Schnittstelle inklusive Routing- und Bezahlfunktionen zugänglich.
Dabei bildet der Öffentliche Personen-Nah- und -Fernverkehr das Rückgrat der Angebote und wird ergänzt durch Angebote verschiedener geteilter Verkehrsmittel (Carsharing, Bike-Sharing, E-Scooter-Sharing, Ridesharing-, Ridepooling-, Taxi- und Fahrdienst-Angebote), auch Aktive Mobilität des Nutzers (Fußverkehr, Fahrradfahren, Tretroller) wird für Teilstrecken in Betracht gezogen. Die Routing-Funktion schlägt dem Nutzer verschiedene Verkehrsmittel-Kombinationen als Wegeketten für seinen Fahrtwunsch vor und aktualisiert sie mithilfe von Echtzeitinformationen auch bei schon angetretener Fahrt, so dass die Wegekette z. B. bei Staus oder verspäteten Verkehrsmitteln abgeändert werden kann. Die Bezahlfunktion entbindet den Nutzer von aufwändigen Recherchen zu Tarifsystemen der einzelnen Verkehrsmittel und rechnet nach beendeter Fahrt die tatsächlich in Anspruch genommenen Dienste auf Basis von Bestpreis-Kalkulation oder Flatrate über einen einzigen Bezahlkanal ab.
Der Begriff Mobility-as-a-Service steht in Anlehnung an Software-as-a-Service. Er wurde von Sonja Heikkilä im Rahmen ihrer Masterarbeit geprägt und vom Betreuer der Masterarbeit und MaaS Global -Gründer Sampo Hietanen der Fachwelt und einer breiteren Öffentlichkeit vermittelt. MaaS soll den Besitz eines eigenen Pkw überflüssig machen, im Rahmen der Verkehrswende eine Transformation der bislang eher autogerecht gestalteten Städte in menschengerechtere, nachhaltige Städte bewirken und maßgeblich zum Erreichen der Klimaschutzziele im Verkehrssektor beitragen. MaaS zielt darauf ab, den besten Nutzen für die Nutzer, die Gesellschaft und die Umwelt zu bieten.

## Schlüsselkomponenten von Mobility-as-a-Service
Mobility-as-a-Service ist angewiesen auf die folgenden Schlüsselkomponenten:
- attraktive und sichere Mobilitätsstationen als physikalische Umstiegs- und Verknüpfungspunkte zwischen den verschiedenen Verkehrsmitteln
- ein attraktives und bedarfsgerechtes Angebot verschiedener Verkehrsmittel
- eine nutzergerecht gestaltete MaaS-App für Smartphones für die Routing- und Bezahlfunktion
- ein Elektronisches Fahrgeldmanagement-System (EFM) zur automatischen Erfassung der auf einer Wegekette tatsächlich in Anspruch genommenen Dienste und zu deren bequemer Abrechnung ohne Tarifkenntnisse und Einzelbuchungen über einen einzigen Bezahlkanal
- kommunales und betriebliches Mobilitätsmanagement als Promotions- und Marketinginstrument

### Mobilitätsstationen

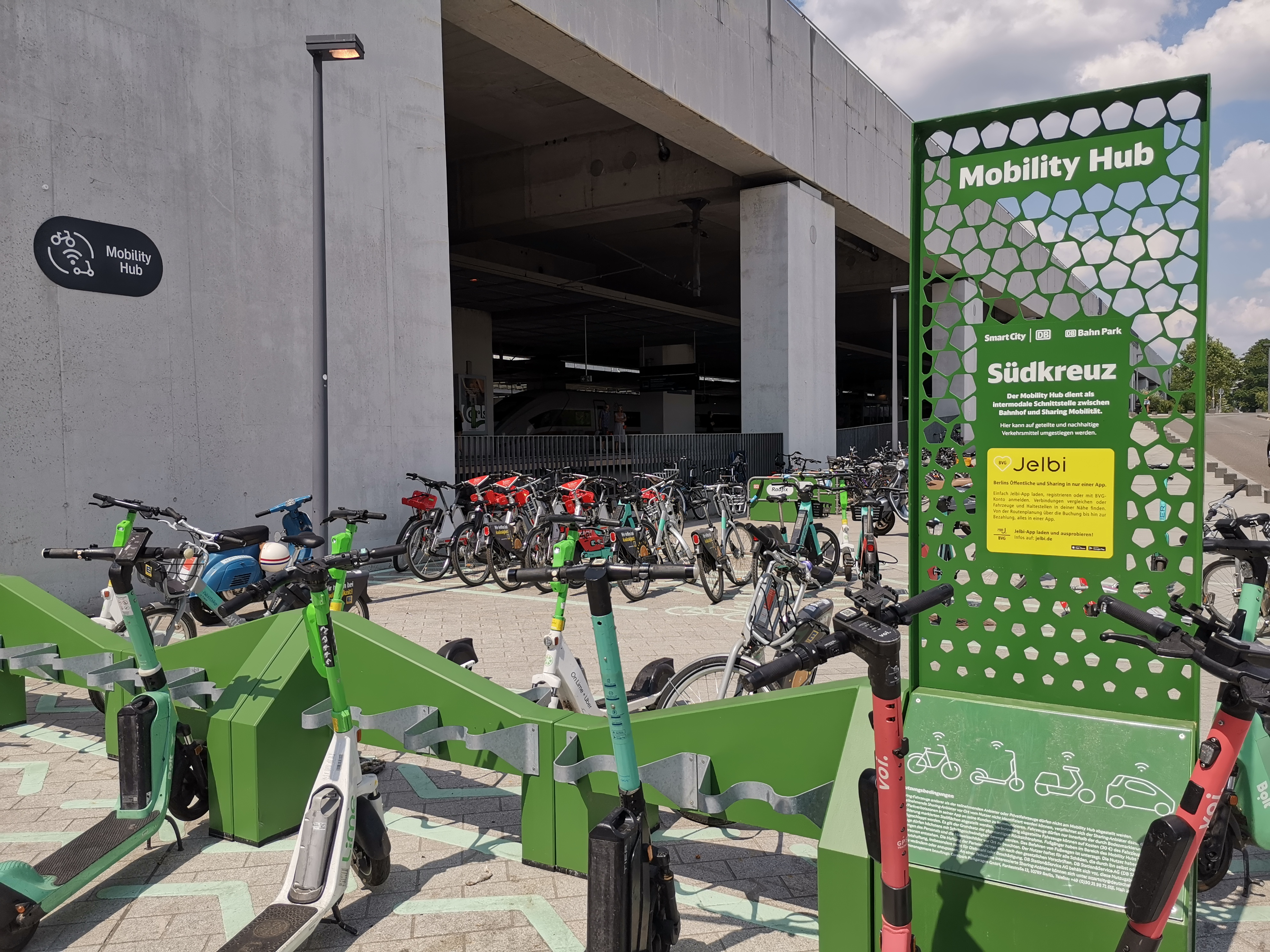
Städtisch zentrale Mobilstation in Berlin
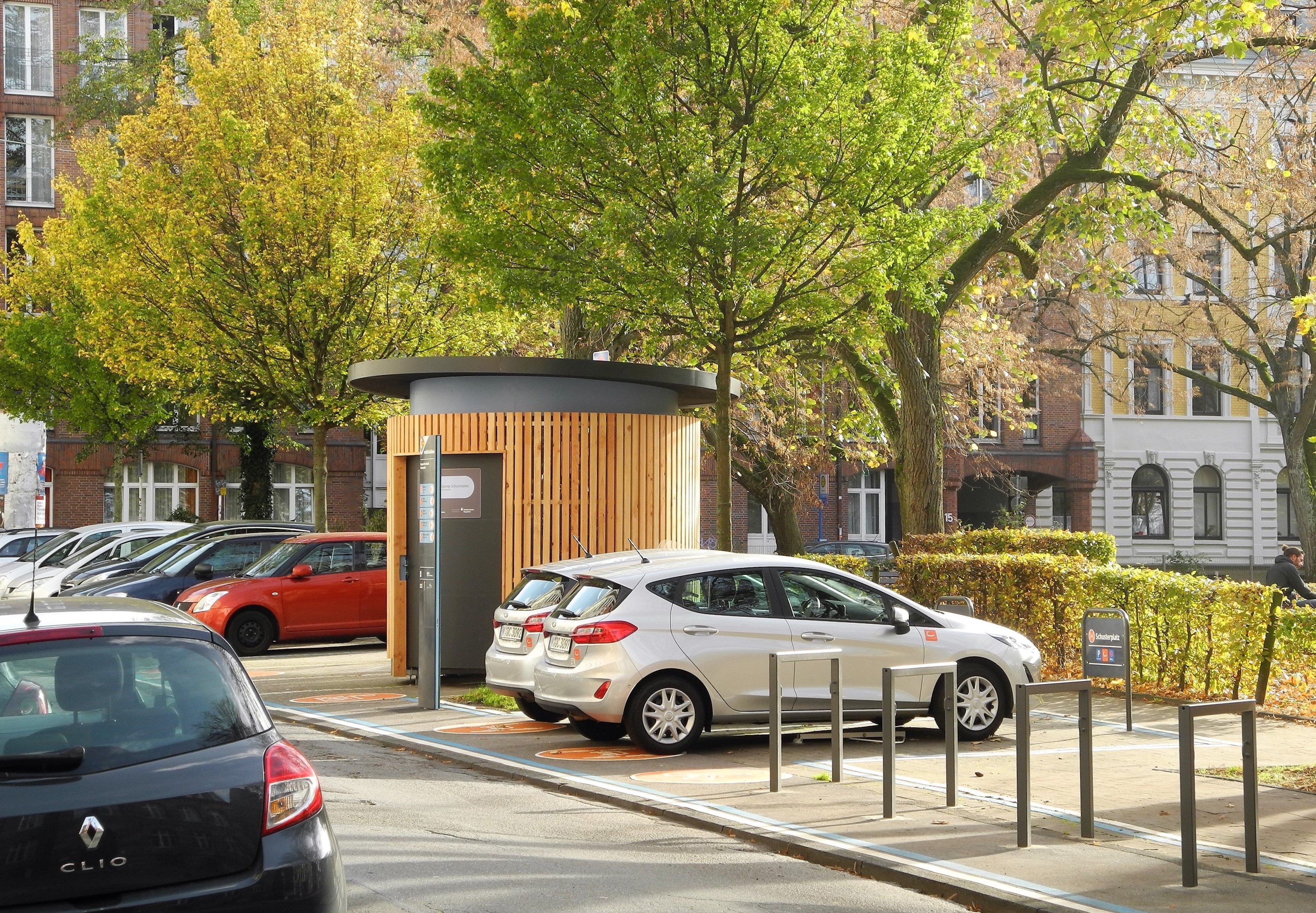
Quartiersmobilstation in Wuppertal

Mobilitätsstationen oder Mobilstationen (englisch Mobility Hubs) sind (meistens) öffentlich zugängliche Orte, die verschiedene Mobilitätsangebote an einem Standort miteinander verknüpfen. Vielfach handelt es sich bei Mobilitätsstationen um hochgerüstete und um zusätzliche Mobilitätsangebote ergänzte ÖPNV-Haltestellen und andere Verkehrsknotenpunkte verschiedenster Größenordnungen. Damit stellen sie die notwendigen physikalischen Umstiegs- und Verknüpfungspunkte für Mobility-as-a-Service dar.
Die Ausstattung von Mobilitätsstationen mit Mobilitätsangeboten, weiteren Infrastrukturelementen und Services kann je nach Stationsgröße und Stationstyp sehr variieren. In verschiedenen Leitfäden und Handbüchern werden entsprechende Übersichten empfohlener und optionaler Ausstattung beschrieben, z. B. im von der Geschäftsstelle Zukunftsnetz Mobilität NRW mittlerweile in 3. Auflage herausgegebenen Handbuch, nach dem das Bundesland Nordrhein-Westfalen alle Mobilstationen in einem landesweit einheitlichen Design ausgestaltet. Einen besonderen Charakter haben Quartiers-Mobilitätsstationen, die für die Bewohner eines Wohnquartiers die Schnittstellen zwischen den immobilen Wohnstätten und der multimodalen Mobilitätswelt darstellen; sie können auch soziale Angebote umfassen und als ein Ort zum Verweilen und zur Begegnung dienen.
| Mobilitätsangebote | Weitere Infrastrukturelemente |
| --- | --- |
| - Öffentliche Verkehrsmittel - Schienenpersonennahverkehr - Regionalbus / Stadtbus - Straßenbahn / U-Bahn - Anrufsammeltaxi, Rufbus - Taxi - Schienenpersonenfernverkehr - Fernbus - Schiff/Fähre - etc. - Geteilte Verkehrsmittel (stationär/free floating) - (E-) Carsharing - (E-) Bikesharing - (E-) Motorroller - (E-) Tretroller - Lastenfahrräder - Ridepooling - etc. | - Verkehrsrelevant - Info-Stele, Übersichts-/Stadtplan, konventionelle Fahrplan/Tarifinfo - Serviceschalter, Ticketautomat - Dynamische Fahrgastinformation - Notruf- und Service-Telefon - WLAN-Hotspot - Technik für Indoor-Navigation - Technik für Elektronisches Fahrgeld-Management - Pkw-Stellplätze, Kiss+Ride - Fahrradabstellanlagen - Ladestation E-Pkw - Ladestation E-Bike - Selbsthilfe-Reparaturstation, Reparatur-Service - geeignete Fläche als virtuelle Haltestelle für Ridepooling - etc. - Sonstiges - Paketstation, Briefkasten - Gepäckschließfächer, Lademöglichkeit für Smartphones - Sitzgelegenheiten, Aufenthaltsfläche/-raum, Sanitäranlagen - Überdachungen, Witterungsschutz - Begrünung, Schattenbäume - Co-Working-Spaces - Quartiersbüro - Verkaufsautomaten, z. B. Regiomat - Freifläche z. B. für saisonale landwirtschaftliche Direktvermarktung, Info-/Promotionsstände, Quartiersfest - Nachbarschaftscafé oder andere Gastronomie - Laiendefibrillator - Sportflächen z. B. für Calisthenics oder Boule - etc. |

### Elektronisches Fahrgeldmanagement
Ein wesentlicher Anspruch von Mobility-as-a-Service ist, die Nutzer von aufwändigen Recherchen zu Tarifsystemen und Einzelbuchungen der einzelnen Verkehrsmittel zu entbinden. Stattdessen soll ein Elektronisches Fahrgeldmanagement-System (EFM) die auf einer Wegekette tatsächlich in Anspruch genommenen Dienste weitestgehend automatisiert erfassen und nach beendeter Fahrt über einen einzigen Bezahlkanal abrechnen. Für den ÖPNV in Deutschland ist ein solches System unter dem Namen eTicket Deutschland bekannt.
Für die Erfassung der in Öffentlichen Verkehrsmitteln in Anspruch genommenen Dienste gibt es in EFM-Systemen drei verschiedene Verfahren:
- Bewusste Handlungen des Nutzers am Beginn und Ende der Wegekette: Check-In/Check-Out (CiCo)
Die aktiven An- und Abmeldevorgänge beim CiCo-Verfahren können Bedienhandlungen auf einer Smartphone-App sein oder der Nutzer hält eine Chipkarte bzw. sein Smartphone vor ein Lesegerät an der Haltestelle oder direkt im Fahrzeug; das Lesegerät signalisiert die erfolgreiche Erfassung. Das aktive Check-Out wird in der Realität oftmals vergessen und führt zu entsprechenden Nachbearbeitungsaufwänden.
- Automatische Detektion von Beginn und Ende der Wegekette: Be-In/Be-Out (BiBo)
Beim BiBo-Verfahren erfolgt durch Funksysteme eine automatische Anwesenheitserfassung des Fahrgastes in den Fahrzeugen.
- Bewusste Handlung bei Beginn, anschließend automatische Anwesenheitserfassung: Check-In/Be-Out (CiBo)
Beim CiBo-Verfahren meldet sich der Fahrgast aktiv an, anschließend wird seine Anwesenheit in den Fahrzeugen bis zum Ende der Wegekette automatisch erfasst.

Bei allen drei Verfahren ist eine Positionsbestimmung des Nutzers für die Abrechnung erforderlich, zumindest des Start- und des Zielpunktes bei Luftlinienabrechung, kontinuierlich bei Abrechnung der gefahrenen Streckenkilometer. Im Rahmen zahlreicher Modellversuche wurden die Vor- und Nachteile der drei Verfahren, verschiedene technische Lösungen für die Positionsbestimmung und die Akzeptanz der Nutzer getestet. Im Bundesland Nordrhein-Westfalen haben sich die Verkehrsverbünde auf eine einheitliche Verwendung des CiBo-Verfahrens geeinigt. Jüngste EFM-Projekte stützen sich auf die Nutzung von Smartphones mit ihren verschiedenen drahtlosen Kommunikationstechnologien ab, um die Detektion des Nutzers und die Kommunikation mit dem Hintergrundsystem des Ticketing-Systems durchzuführen. Dabei werden Standortdaten (ermittelt durch die Geolokalisierungsfunktionen des Smartphones über (WLAN, Mobilfunknetz und GPS)) oder Informationen über die Erfassung des Endgeräts innerhalb des Fahrzeugs (in einem fahrzeugeigenen WLAN oder Bluetooth-Beacon) über Mobilfunk übermittelt.
Damit muss nach heutigem Stand (Mitte 2024) keine spezielle Technik für Elektronisches Fahrgeldmanagement in den Mobilitätsstationen eingebaut werden. Gleichwohl kann es sinnvoll sein, zusätzliche Technik zur Verbesserung der Resilienzeigenschaften von MaaS im Allgemeinen und der Fahrgeldmanagement-Funktionen im Besonderen zu installieren.

### Mobilitätsmanagement

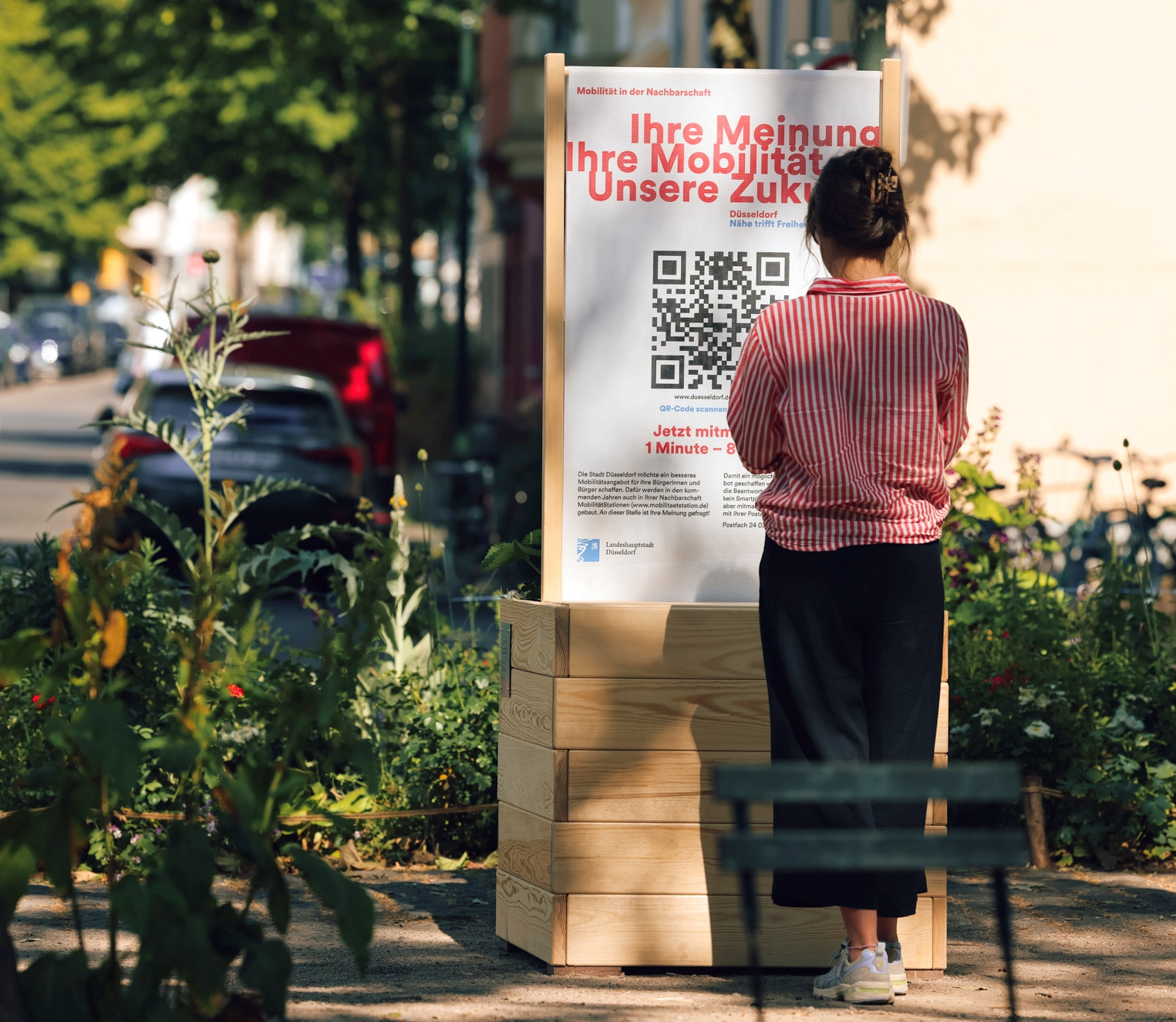
MM-Maßnahme: Bürgerbeteiligung beim Bau von Mobilstationen
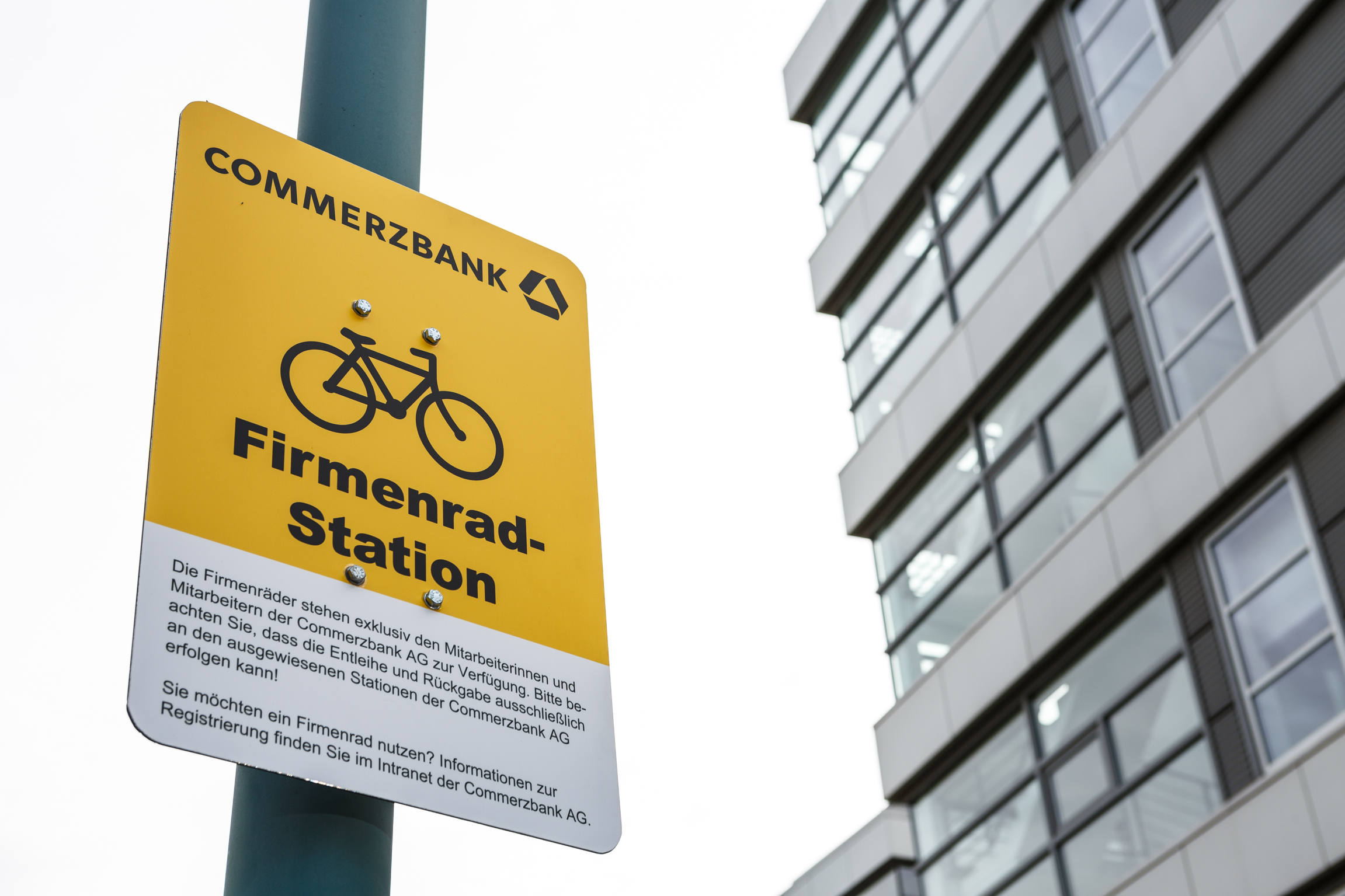
MM-Maßnahme: Firmenräder

Zunehmend wächst auch in Deutschland in Fachkreisen die Erkenntnis, dass ein z. B. im Zuge der Verkehrswende und MaaS-Einführung beabsichtigter Wandel individueller Mobilitätsgewohnheiten allein durch Änderungen der Verkehrsinfrastruktur und des Verkehrsmanagements nicht zu bewerkstelligen ist. Vielmehr setzt sich mit noch zunehmendem Verständnis der Verkehrswissenschaften über die Entstehung von Mobilität und Verkehr die Erkenntnis durch, dass neben diesen beiden angebotsbezogenen Instrumentarien auch nachfragebezogene Strategien und Maßnahmen entwickelt und eingesetzt werden müssen, die weitestgehend dem „Werkzeugkasten“ des Mobilitätsmanagements zuzurechnen sind.
Mobilitätsmanagement ist ein Ansatz zur Beeinflussung der Verkehrsnachfrage mit dem Ziel, den Personenverkehr effizienter, sicherer, sozial-, stadt- und umweltverträglicher und damit nachhaltiger zu gestalten. Mobilitätsmanagement bietet den Verkehrsteilnehmern durch eher „weiche“ Maßnahmen aus den Bereichen Information, Kommunikation, Motivation, Koordination, Service und Marketing Optionen, ihr Mobilitätsverhalten und ihre Einstellungen zur Mobilität zu verändern. Dabei übernehmen Akteure wie zum Beispiel Betriebe, Wohnungsunternehmen oder Schulen Verantwortung für den durch sie verursachten Verkehr und kooperieren mit Kommunen, Verkehrsbetrieben und -anbietern (nach ).

## Chancen und Risiken
Neben Forschungsberichten, Handbüchern und Leitfäden zu Mobility-as-a-Service sind auch einige Veröffentlichungen erschienen, die allgemein die Chancen und Risiken von MaaS beleuchten. Diese Veröffentlichungen bescheinigen MaaS ein großes Potenzial, zu einer ökologischen und sozial gerechten Verkehrswende beizutragen. Allerdings sei MaaS nicht automatisch sozial und ökologisch vorteilhaft, sondern es brauche staatliche Regulierung und Standards. Das MaaS-Feld solle nicht privaten Anbietern überlassen werden, deren primäres Ziel Gewinnmaximierung ist und nicht die Sicherstellung von Mobilität als Daseinsvorsorge. Es brauche daher eine Bündelung und Regulierung durch die Kommunen, die entsprechende Standards vorgeben in den Bereichen Barrierefreiheit, räumliche Abdeckung der Angebote, Preise und Datensicherheit. Digitale Angebote dürften nicht zu technologischen Gentrifizierung führen, deshalb müsse das Angebot auch offline verfügbar sein z. B. über eine Hotline. Außerdem brauche es Möglichkeiten, die Angebote ohne Kreditkarte oder eigenes Konto zu nutzen. Eine MaaS-App müsse barrierefrei, leicht verständlich und in verschiedenen Sprachen einstellbar sein.